# Unikowo (województwo warmińsko-mazurskie)
Unikowo (niem. Glockstein) – wieś w Polsce położona w województwie warmińsko-mazurskim, w powiecie bartoszyckim, w gminie Bisztynek. W latach 1975–1998 miejscowość należała administracyjnie do województwa olsztyńskiego. Wieś znajduje się w historycznym regionie Warmia.

## Toponimia
Pierwszą znaną nazwą wsi było Ossenberge. W późniejszym czasie nazwa była zmieniana na Gnogstin, Kochstein, Knogstin od miejscowego jeziora nad którym wieś się znajdowała. Przed 1785 wieś otrzymała nazwę Gnogstein, która następnie została przemianowana na Glockstein. Miejscowość po znalezieniu się w granicach Polski w 1945 została nazwana Unikowo.

## Historia
Wieś założona w 1340 r. na prawie chełmińskim. Jej zasadźcą był Prus imieniem Thaysot. Pierwszy dokument lokacyjny wsi zaginął. Prawo chełmińskie tej wsi zostało potwierdzone dokumentem z 11 listopada 1357 roku. W wykazie parafii z końca XV wieku występuje kościół w Unikowie, do którego należał jako filialny kościół w Rynie Reszelskim (dziś gmina Kolno). Na początku XIX wieku do parafii należały: Dąbrowa, Ryn Reszelski i Wysoka Dąbrowa.
Podobnie jak w innych miejscowościach we wsi istniała szkoła. Powstała w tym samym czasie co parafia. W 1935 roku w szkole tej uczyło dwóch nauczycieli, a uczyło się 87 uczniów. Po II wojnie światowej szkoła podstawowa w Unikowie została uruchomiona 16 listopada 1945 roku.
Wieś ta w roku 1939 liczyła 501 mieszkańców.
25 lutego 1945 trzech żołnierzy armii czerwonej postrzelili w głowę oraz torturowali miejscowego proboszcza i wicedziekana dekanatu reszelskiego Ks. Franza Zagermann, który ukrywał się razem z innymi mieszkańcami miejscowości w jednym z domów nieopodal wsi. Jesienią 2023 na prośbę miejscowego proboszcza rozpoczęły się badania archeologiczne prowadzone przez IPN, w celu odnalezienia miejsca pochówku duchownego, który zginął męczeńską śmiercią. Podczas badań przeprowadzonych 23 i 24 lipca 2024 na prywatnej posesji, natrafiono na dobrze zachowany ludzki szkielet wraz z resztkami szat liturgicznych, który według badaczy najprawdopodobniej należy do duchownego. W celu potwierdzenia tożsamości, szczątki zostały zabezpieczone i przeprowadzone zostaną na nich dokładne badania.

## Kościół
Kościół pw. św. Jana Chrzciciela, zachował się od początku XV wieku w prawie niezmienionej formie. To niewielka salowa budowla późnogotycka (zabytek II grupy), wybudowana w latach 1370–1380, odnawiana w 1850 – z tego okresu pochodzą neogotyckie szczyty wieży. Nawa zaznaczona gzymsem, na korpusie i wieży szczyty uskokowo-sterczynowe. Naroża świątyni wsparte ukośnie dostawionymi przyporami, od południa kruchta o sklepieniu kolebkowym. Wystrój wnętrza barokowy, ołtarz główny z roku 1712 z obrazami św. Jana Chrzciciela, Michała Archanioła oraz rzeźbami świętych. Obraz wotywny z 1639 r. przedstawia scenę Ukrzyżowania oraz z postacią miejscowego proboszcza Mikołaja Cronensisa (Duńczyk). W posadzce umiejscowione trzy płyty nagrobne, wśród których także proboszcza Mikołaja Cronensisa z datą 1650.

## Osoby związane z Unikowem
- Hugo Neumann (ur. 01.09.1882 w Unikowie, zm. 1971) – niemiecki polityk, członek Reichstagu i Sejmu Krajowego Prus Wschodnich[11].
- Franz Zagermann (1882–1945) – niemiecki duchowny rzymskokatolicki, miejscowy proboszcz oraz wicedziekana dekanatu reszelskiego, męczennik. Został torturowany, a następnie zamordowany 26 lutego 1945 w Unikowie przez żołnierzy radzieckich[12].